# Daniel arap Moi
Daniel Toroitich arap Moi (Valle del Rift, África Oriental Británica, 2 de septiembre de 1924-Nairobi, 4 de febrero de 2020) fue un político keniano, presidente de su país entre 1978 y 2002.

## Biografía
Nacido en Sacho, en el distrito de Baringo (provincia del Valle del Rift), Moi fue criado por su madre después de la temprana muerte de su padre. Tras completar la educación secundaria, asistió al Teacher Training College (colegio de formación del profesorado) en Kapsabet. Trabajó como profesor desde 1946 hasta 1955.
Arap Moi comenzó su carrera política en 1955, cuando fue elegido miembro del Consejo Legislativo en representación de su provincia. Junto a Ronald Ngala fundó la Unión Democrática Africana de Kenia (KADU) en 1960, para enfrentarse a la Unión Nacional Africana de Kenia (KANU) dirigida por Jomo Kenyatta, su predecesor en el cargo de presidente del país que desempeñaría años después.
El objetivo de la KADU fue la defensa de los intereses de los grupos étnicos minoritarios, tales como los kalenjin, de los que era parte arap Moi, frente a la supremacía de las etnias luo y kĩkũyũ, a las que pertenecían la mayor parte de los miembros de la KANU, como el propio Kenyatta, que era kĩkũyũ. La KADU abogaba por una república federal, mientras que la KANU estavo a favor de un modelo de Estado unitario. La superioridad numérica de la KANU llevó al gobierno del Reino Unido, la potencia colonial que gobernaba el país, a rechazar cualquier elemento de tipo federal en la constitución del nuevo Estado independiente.
Reelegido miembro del Consejo Legislativo por Valle del Rift en 1957, y posteriormente diputado del Parlamento por Baringo Norte, Moi ejerció de ministro de Educación entre los años 1960 y 1961 en el Gobierno keniano anterior a la independencia.
Tras la independencia, proclamada el 12 de diciembre de 1963, Kenyatta convenció a Moi de la necesidad de aunar las fuerzas con el fin de completar el proceso de descolonización, y Moi aceptó integrar la KADU en la KANU. De esta manera, Kenia se convirtió en la práctica en un régimen de partido único, dominado por la alianza entre los kĩkũyũ y los luo. Kenyatta mostró su agradecimiento a Moi ascendiéndole, primero a ministro del Interior en 1964, y después a vicepresidente, en 1967. Habiéndose convertido así en el hombre de confianza de Kenyatta, Moi accedió a la presidencia tras la muerte del primero el 22 de agosto de 1978.
Aunque en un principio gozó de popularidad, el resentimiento kĩkũyũ contra su ascenso al poder, unido a la recesión económica que sufrió el país, socavaron la popularidad y la legitimidad de su régimen. Tras un intento fallido de golpe de Estado llevado a cabo por un grupo de oficiales de la Fuerza Aérea el 1° de agosto de 1982, Moi modificó la Constitución para establecer de jure un Estado de partido único recurriendo a medidas represivas, incluidas la tortura y el encarcelamiento sin juicio. Esto llevó a que Estados Unidos suspendiera la ayuda humanitaria a Kenia a finales de los años 80. La presión internacional obligó a Moi a reinstaurar un sistema pluripartidista en diciembre de 1991. Moi ganó las elecciones en 1992 y 1997, en campañas electorales muy violentas en las que se produjeron varias muertes. Muchos críticos le acusaron de haber manipulado las tensiones interétnicas para su beneficio personal.
A lo largo de los años, la corrupción del régimen de Moi fue en aumento, y la violencia política perjudicó a la industria turística. Los programas de reforma, impuestos por el Fondo Monetario Internacional y por el Banco Mundial no lograron sacar al país del estancamiento económico. Moi estuvo también implicado en el llamado escándalo de Goldenberg.
La limitación constitucional del número de mandatos impidió a Moi presentarse a la reelección en las elecciones presidenciales de 2002, y Moi apoyó sin éxito a su sucesor Uhuru Kenyatta, el hijo de Jomo Kenyatta. Estas se consideraron las primeras elecciones libres y democráticas en Kenia, con la participación de una amplia coalición de partidos de la oposición se impuso al KANU. El líder de esta coalición, Mwai Kibaki, sucedió a Daniel arap Moi como presidente de Kenia el 29 de diciembre de 2002.

## Fallecimiento
Tras varios meses de enfermedad falleció a los 95 años en el hospital de Nairobi el 4 de febrero de 2020. El funeral de estado fue realizado una semana después, el 11 de febrero, en el Estadio Nacional de Nyayo y enterrado en su casa de Kabarak el 12 de febrero.